# Politică economică
Prin politică economică se înțelege influențarea economiei prin măsuri politice, prin intermediul statului, respectiv al puterii legislative.
Trecerea de la teoria economică la cercetarea economiei ar trebui să se desfășoare fără probleme, în practică se observă totuși o diviziune spre o teorie de sine stătătoare.
O deosebire aproximativă ar putea fi găsită în politica ordinii și politica procesuală. Prima are ca scop condițiile în care subiecții iau anumite decizii, cea de-a doua subliniază faptul că statul apare sau singur pe piață sau schimbă în mod direct variabilele endogene.
Constitutive pentru politica economică sunt conflictele de scopuri (Trade-offs), pentru care pătratul magic este un exemplu.
Știința politicii economice se ocupă cu principiile organizatorice ale sistemelor economice și cu procesele economice.

## Politica ordinii
- Politica comercială
- Politica structurală
- Politica competițională

## Politica procesuală
- Politica monetară
- Politica fiscală
- Politica conjuncturală